# Пурга (Словенія)
Пу́рга (словен. Purga) — поселення в общині Чрномель, регіон Південно-Східна Словенія, Словенія. Висота над рівнем моря: 204,8 м.